# Autoportret (Jacques-Louis David)
Autoportret (în franceză Autoportrait) este o pictură în ulei realizată în anul 1794 de pictorul francez Jacques-Louis David. Tabloul are particularitatea de a fi fost realizat în timp ce David era deținut într-o cameră de hotel ca urmare a faptului că-i sprijinise pe robespierriști. Acesta este al treilea și ultimul autoportret al artistului, urmând celui intitulat Aux trois collets din 1791 (aflat la Galeria Uffizi de la Florența). Donat fostului său elev Jean-Baptiste Isabey, tabloul a intrat în colecția Muzeului Luvru în 1852 (inv. 3705).

## Descriere
Tabloul îl reprezintă pe artist, pe un fundal galben-gri. El este îmbrăcat cu o manta închisă la culoare și cu revere largi de culoare castanie și cu o cămașă albă, având înnodat la gât un fular de aceeași culoare. În mâna sa stângă ține o pensulă, în timp ce în mâna dreaptă ține o paletă. El este așezat într-un fotoliu. Figura este luminată în partea dreaptă. Ca urmare a faptului că portretul a fost pictat după o imagine în oglindă, pozițiile mâinilor sunt inversate; David nu a corectat acest detaliu, care îl arată ținând pensula în mâna stângă, deși el era dreptaci; de asemenea, vânătaia de pe obrazul stâng se află în tablou pe obrazul drept.
David s-a reprezentat ca tânăr, deși avea 46 ani la momentul realizării tabloului.

## Timbru
Autoportretul a fost imprimat pe un timbru poștal în anul 1950 de către René Cottet, în seria celebrităților Revoluției, alături de portretele lui Danton, Robespierre, Chenier, Carnot și Hoche. Spre deosebire de autoportretul original, figura sa este inversată.